# ملعب توماسو فاتوري
ملعب توماسو فاتوري هي منشأة رياضية متعددة الأغراض تقع في أكويلا .
تأسست في عام 1929 وافتتحت في عام 1933 ، وهي تدين باسمها الحالي لذكرى لاعب الرغبي السابق والمدرب توماسو فاتوري، المدرب السابق للاكيلا للرجبي في الخمسينيات. تبلغ سعتها 9200 مقعدًا.
يستضيف الملعب المباريات المحلية لفريق الرجبي المحلي بالإضافة إلى كونه المنشأة الداخلية لفريق كرة القدم المحلي حتى عام 2016. أقيمت هناك العديد من مباريات فريق الرغبي الإيطالي ، بما في ذلك مباراة الأمم الستة للسيدات، بالإضافة إلى بعض مباريات كرة القدم من الدور التمهيدي للأولمبياد السابع عشر الذي أقيم في روما عام 1960 . في 13 مايو 2019 ، تم الإعلان عن أن الاستاد غير صالح للسكن بسبب مسائل حرجة تتعلق بشهادات أبراج أنظمة الإضاءة.

## التاريخ
تم تصميم الملعب في عام 1929 من قبل المهندس المعماري ميلانو باولو فيتي-فيولي، بينما قام المهندس المعماري ماريو جيويا والمهندس غايتانو ليزيو بإدارة أعمال البناء. دخل حيز التنفيذ في عام 1933 ، ليحل محل ميدان بيازا دارمي،  الذي كان حتى ذلك الحين يستضيف مباريات اتحاد لاكويلا الرياضي، وكان يعتبر في ذلك الوقت أحد أفضل المنشآت الرياضية الوطنية. وبلغت تكلفة بناء المصنع بالكامل حوالي 6 ملايين ليرة في ذلك الوقت.
كانت المنشأة تُعرف في البداية باسم ملعب ليتوريو  ، واعتبارًا من عام 1934 ، ملعب الثامن والعشرون أوتوبري ،  في ذكرى مسيرة روما ؛ علاوة على ذلك، فإن الأعمدة التي لا تزال تميز مدخل المدرجات من غران ساسو تمثل عوارض منمنمة وفي الجزء غير المحاط بأجنحة كان هناك ترنيمة لموسوليني . بعد الحرب، أخذ اسم الملعب البلدي لأول مرة، ثم في الستينيات تم تسميته بشكل نهائي باسم توماسو فاتوري .
في عام 1959 تم اختيار الملعب كموقع لبعض مباريات البطولة التمهيدية لكرة القدم للأولمبياد السابع عشر التي كان من المقرر أن تقام في روما في العام التالي. لهذه المناسبة، تم توسيع تغطية المدرج المركزي ليشمل القطاع بأكمله وشهدت السعة إلى 20000 شخص. في وقت لاحق، في نهاية الثمانينيات، في الجزء غير المشغول من المدرجات، تم تثبيت لوحة الإعلانات المضيئة، برعاية بنك التوفير في مقاطعة لا تزال أكويلا تعمل حتى اليوم.
بدءًا من عام 2003 ، بدأ العمل في بناء نصف منحنى لتوسيع قطاع المشجعين الزائرين. بعد بدء الأعمال وتعليقها بسبب مشاكل مالية في شركة المقاولات، لم يتم الانتهاء منها.

## الوصف

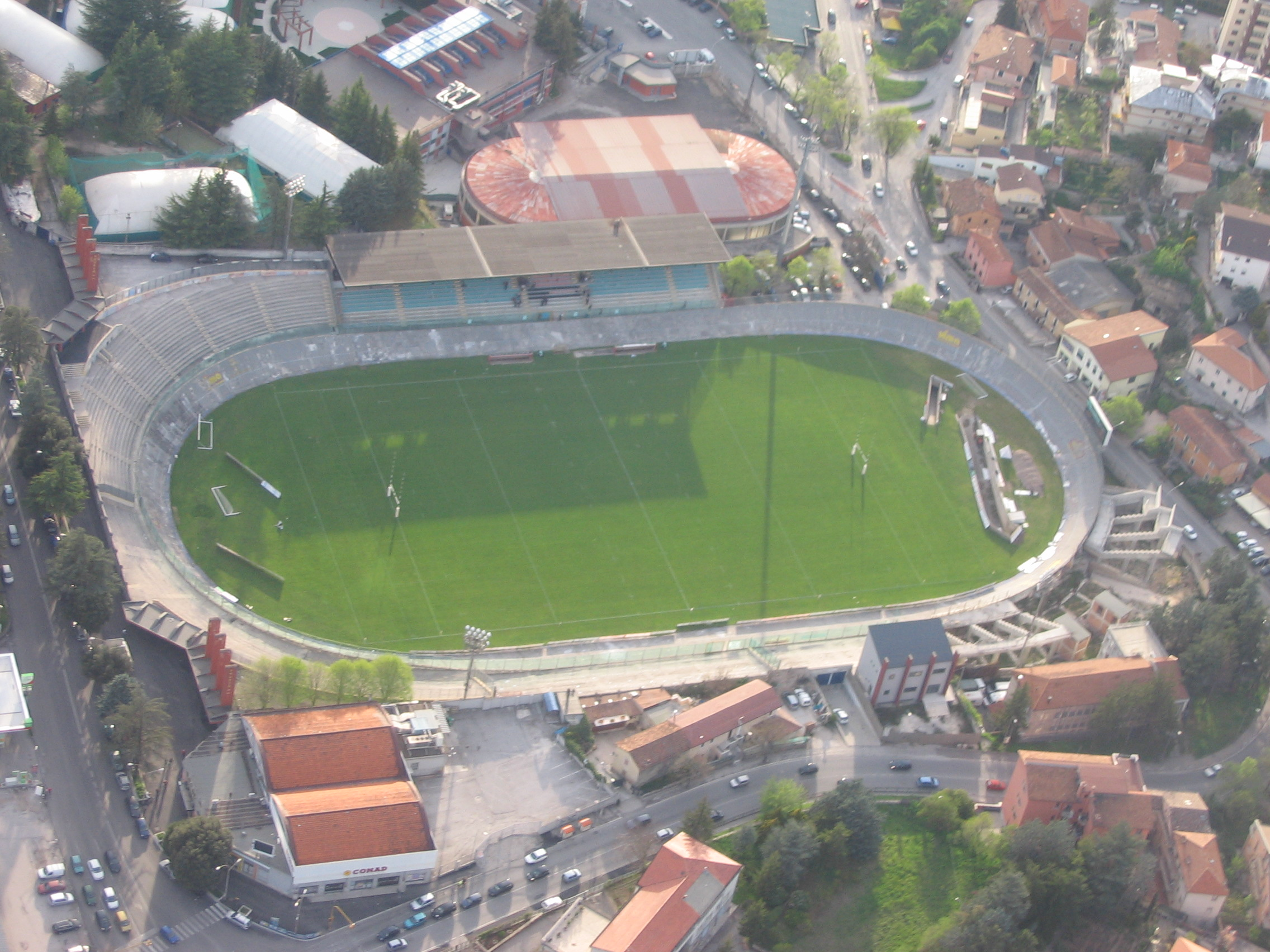
منظر جوي لملعب فتوري.

يقع الملعب في الجزء الشمالي من مدينة لاكويلا، بالقرب من المركز التاريخي، داخل مجمع رياضي واسع شيد في الثلاثينيات من قبل رئيس البلدية آنذاك «أديلتشي سيرينا» والذي يضم اليوم قصرًا رياضيًا مع حلبة تزلج ومسبح. يتميز بوجود مضمار خرساني مقوى خارج الملعب.
المدرجات التي تحيط ثلاثة أرباعها بالملعب، مقسمة بشكل أساسي إلى مدرج مغطى ومدرج مكشوف ومنحنى. المدرج المغطى مجهز بالكامل بمقاعد وينقسم إلى قسم مركزي وقطاعين جانبيين، ويتضمن بعض المواقف للصحافة ؛ يتم تقسيم حاليًا إلى قسمين، أحدهما مخصص لزيارة المشجعين .

## الاستخدام

### كرة القدم
كانت المباراة الرسمية الأولى التي أقيمت في الملعب لاكويلا- ألما يوفنتوس فانو، في 1 أكتوبر 1933 ، صالحة لبطولة الدرجة الأولى 1933-1934 وانتهت برصيد 7-1 للمضيفين. في العام التالي، استضاف الروسوبلي فريق نيمزيتي المجري  في الملعب، بينما لعب لاكويلا هناك، بعد الحرب، دون أن يتعرض لهزائم، ومباريات ودية مع ممثل عن الحلفاء وواحد من ديربي كاونتي .
على الرغم من أن الفريق المحلي لم يصل أبدًا إلى دوري الدرجة الأولى، إلا أن الملعب استضاف، بعد استبعاد ملعب أرتورو كولانا في نابولي، مباراة الأولى بين نابولي وميلان في 18 يناير 1948 ، والتي انتهت بفوز الروسونيري على 2-0 (مرمى ماريو روزي وهدف ريناتو راكسيس). بعد ثلاث سنوات، بعد استبعاد الملعب الوطني في روما، استضافت أيضًا مباراة البطولة بين روما وجنوة التي انتهت بفوز فريق ليغوريا 1-0 (هدف من ستيلان نيلسون). لعب روما أيضًا مباراة ودية ضد كاتانزارو في ذا فاكتورز في الثمانينيات: في تلك المناسبة تم تسجيل سجل الجمهور بحضور18084 متفرجًا في المدرجات وفي المضمار المحيط بمرفق الألعاب.

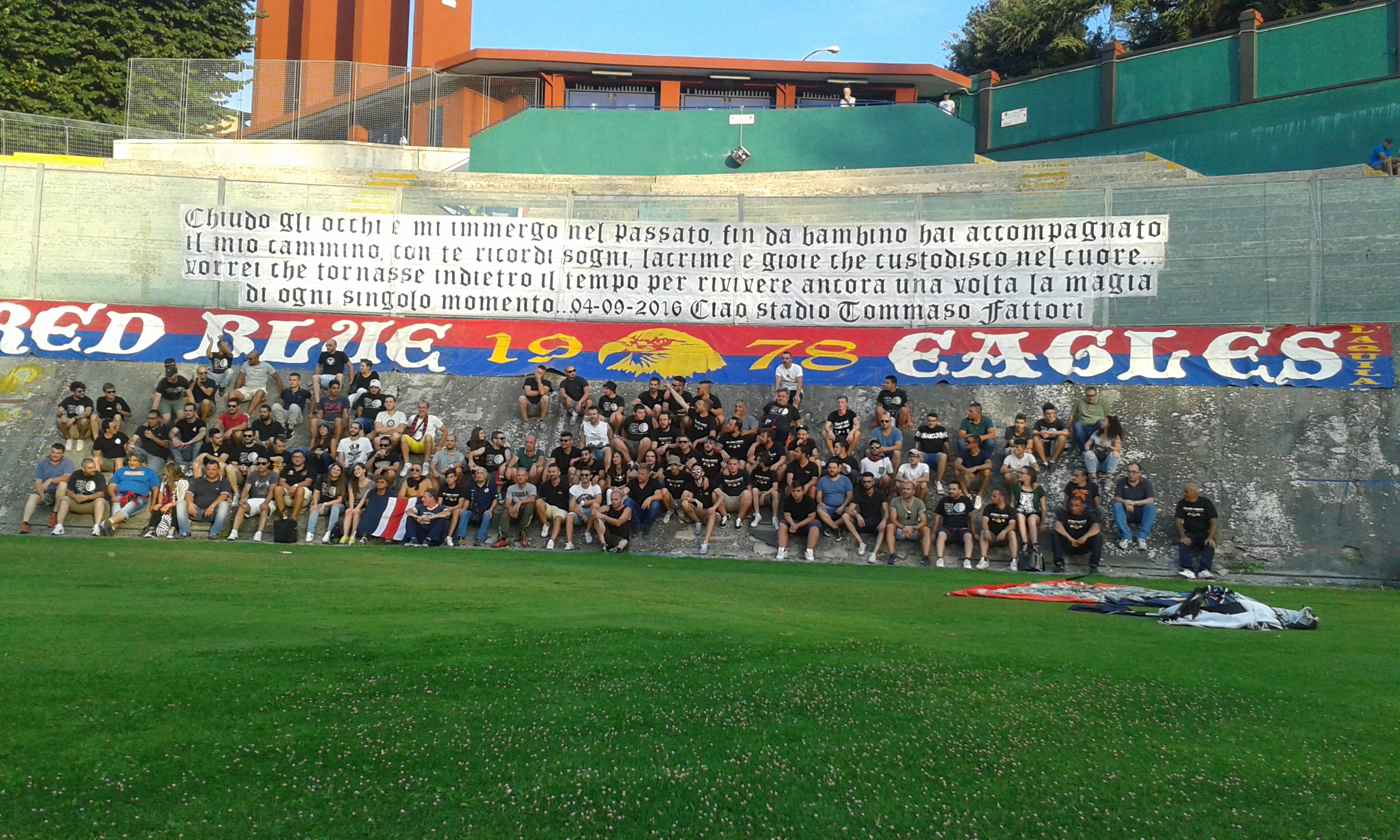
التحية للفتوري التي نظمها أنصار لاكويلا عام 2016.

كجزء من بطولة كرة القدم للأولمبياد السابع عشر ، استضاف المرفق 3 مباريات في مرحلة المجموعات.

### كرة القدم الأمريكية
تشتهر المنشأة قبل كل شيء في لعبة الرغبي، حيث استضافت مرارًا بطولات ومسابقات مرموقة، وحصلت على أرضها لاكويلا للرجبي على لقب بطل إيطاليا 5 مرات وكأس إيطاليا مرتين. تم تعزيز الارتباط مع لعبة الركبي من خلال حقيقة أنه منذ الستينيات ، تم تسمية الملعب باسم توماسو فاتوري، رائد الرجبي في لاكويلا. علاوة على ذلك، كانت المباراة الأولى التي أقيمت في المدينة بعد زلزال عام 2009 هي المباراة بين لاكويلا وفيادانا والتي انتهت 22-20 لصالح نيروفيردي.
كان الملعب موطنًا للعديد من مباريات فريق الرغبي الإيطالي، بما في ذلك أول مباراة لعبها الأزوري ضد أستراليا  والعديد من المباريات الأخرى الصالحة لبطولة الرغبي الأوروبية. رصيد فريق الذكور الرئيسي هو 12 فوز و 4 هزائم ؛ المنتخبات الأخرى الأكثر حضورا هي إسبانيا (5 مشاركات) ورومانيا (4).
واستضاف المرفق أيضًا مباراة في بطولة الأمم الستة للسيدات، صالحة لنسخة 2017 ، بين إيطاليا وأيرلندا . بالإضافة إلى المنتخب الوطني الأول والمنتخب النسائي، غالبًا ما لعبت المنتخبات الوطنية مجموعة أ وفرق الشباب في الفاتوري.